# Leonel Manzano

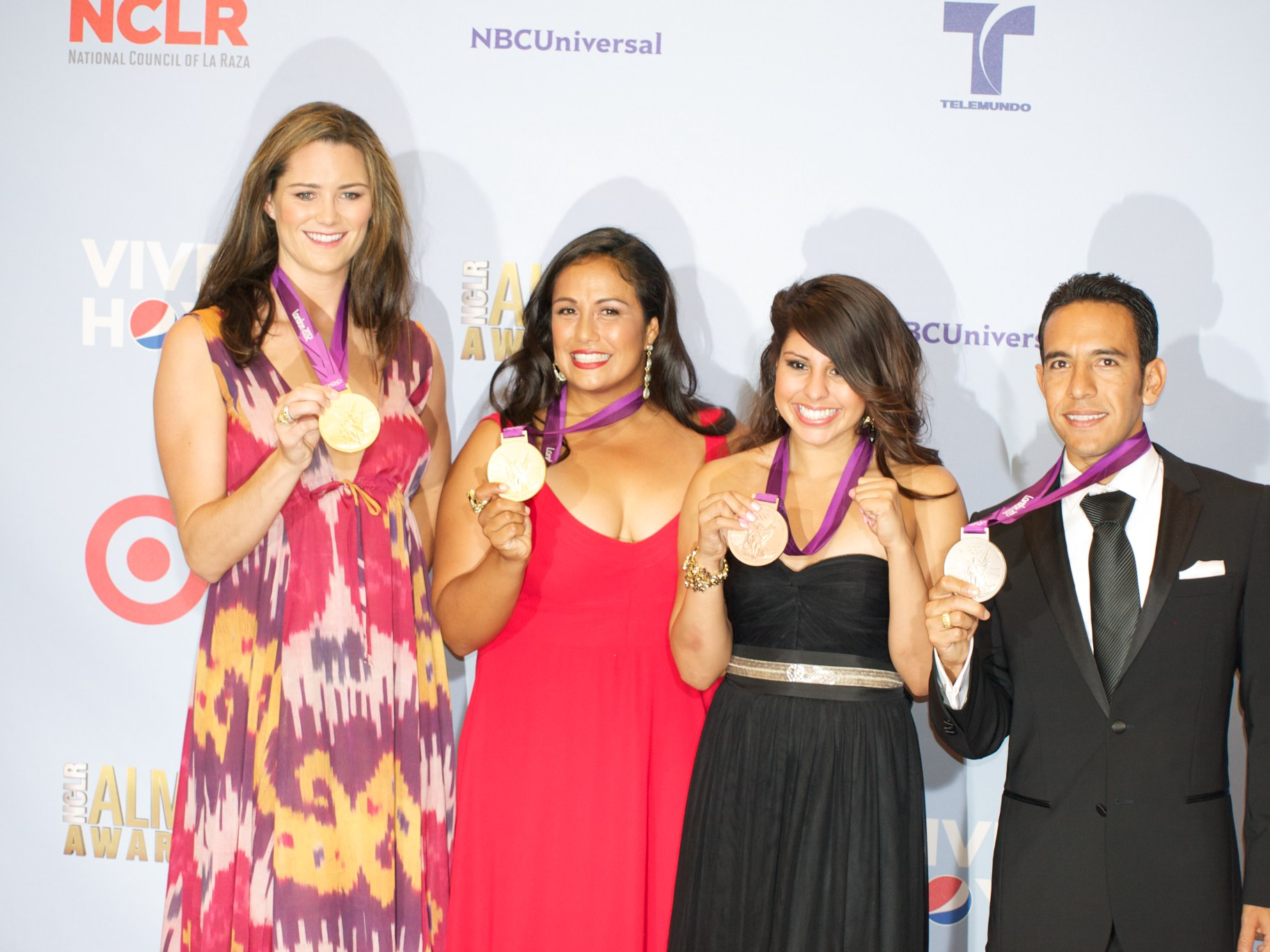
Manzano (rechts) mit Jessica Steffens, Marlen Esparza and Brenda Villa beim ALMA Award 2012.

Leonel „Leo“ Manzano (* Dolores Hidalgo, 12. September 1984) ist ein US-amerikanischer Mittelstreckenläufer, der sich auf die 1500 Meter, bzw. die 1 Meile spezialisiert hat.

## Jugend
Geboren in Dolores Hidalgo, Guanajuato Mexiko, ist Manzano im Alter von vier Jahren mit seiner Familie nach Texas gezogen. Er wuchs in Granite Shoals auf. Dort brillierte er an der Marble Falls High School, wo er insgesamt 9 Titel bei den die Texas 4A State Championships auf der Bahn und im Cross gewinnen konnte. Seine Bestzeiten als Schüler liegen bei 1:50,48 min im 800-Meter-Lauf, 4:06 min über die Meile, and 9:06 min über zwei Meilen.

## College-Karriere
Bei einem Aufenthalt an der University of Texas, Austin, absolvierte Manzano mit dem lokalen Leichtathletik-Team einen Dauerlauf, der ca. 8 Meilen (ca. 13 km) lang war. Am Ende des Trainings soll Manzano berichtet haben, dies sei der längste Lauf, den er je beendet habe.
Als Schüler („Prep“) besaß Manzano herausragendes Talent und aufgrund der Tatsache, dass er bis dahin niemals hohe Umfänge trainiert hatte, wurde ihm großes Potential beschieden.
Manzano's frühes Talent blieb nicht lange unbemerkt und verschaffte ihm einen Startplatz im Team der University of Texas, wo er 5 NCAA-Titel gewann. Zudem errang er 9 All American-Titel und hält noch immer 4 Schulrekorde, nämlich über die Indoor-Meile (3:58,78 min), die 1500 Meter (3:35,29 min), sowie die gemischten Distance-Medleys (Langstrecken-Staffeln) im Freien und in der Halle.
Höhepunkt seines letzten Jahres als Schüler gipfelte in der Verleihung des „Men's Track Athlete of the Year“-Award der USA Track & Field and Cross Country Coaches Association (USTFCCCA).
Er ist zudem der erste Texaner, dem es gelang, einen Startplatz im Olympiateam der USA über 1500 Meter zu ergattern und der am meisten ausgezeichnete Leichtathlet an der University of Texas.

## Professionelle Laufbahn
Drei Wochen nachdem er sein letztes Rennen im College beendet hatte, konnte sich Manzano mit einem starken Endspurt bei den US-Trials für die Olympischen Spiele in Peking qualifizieren. Dort erreichte er im Semi-Finale den 12. Platz.
Manzano hatte seinen Durchbruch auf internationalem Level in der Saison 2009, wo er sich bei den Leichtathletik-Weltmeisterschaften für das Finale über 1500 Meter qualifizieren konnte.
Ebenfalls in diesem Jahr konnte er Siege beim Reebok Grand Prix (inzwischen Adidas Grand Prix) in New York und British Grand Prix in Birmingham, sowie mehrere zweite Plätze beim 2009 IAAF World Athletics Final, in London und in Rieti verbuchen.
2010 nahm er an mehreren Meetings der Diamond League teil, wo er persönliche Bestleistungen über die 1 Meile (3:50,64 min), 800 Meter in (1:44,56 min), und 1500 Meter in (3:32,37 min) innerhalb dreier Wochen aufstellte.
Danach wurde er für den Continental Cup selektiert und konnte dort Bronze über 1500 Meter erringen. Eine Reihe von Verletzungen hatte eine schwache Saison 2011 zur Folge.
2012 fand er zu seiner alten Form zurück und wurde Sieger über 1500 Meter bei den USA-Hallenmeisterschaften sowie an den Olympia-Trials und war somit für die Olympischen Spiele in London qualifiziert.
Während seiner Laufbahn konnte Manzano die USA insgesamt 6-mal an internationalen Meisterschaften repräsentieren. Dazu gehört auch die Teilnahme an den Olympischen Spielen 2008 und 2012.
Im Finale über 1500 Meter bei den Spielen in London konnte Manzano durch seinen typischen starken Endspurt die Silbermedaille erringen.
Damit ist Manzano der erste Amerikaner seit Jim Ryun 1968, der an Olympischen Spielen über 1500 Meter eine Medaille erringen konnte.
Mit dieser Leistung beendete er eine 44-jährige Durststrecke für die amerikanischen Mittelstreckler.